# Ratau Community
Ratau Community är en gemenskap i Lesotho.   Den ligger i distriktet Maseru, i den centrala delen av landet, 30 km öster om huvudstaden Maseru.